# Epidius
Epidius es un género de arañas cangrejo de la familia Thomisidae.

## Especies
- Epidius armatus (Thorell, 1895)
- Epidius binotatus Simon, 1897
  - Epidius binotatus guineensis Millot, 1942
- Epidius coloratus Benjamin, 2017
- Epidius denisi Lessert, 1943
- Epidius elongatus Benjamin, 2017
- Epidius floreni Benjamin, 2017
- Epidius gongi (Song & Kim, 1992)
- Epidius longimanus Benjamin, 2017
- Epidius longipalpis Thorell, 1877
- Epidius lyriger Simon, 1897
- Epidius mahavira Benjamin, 2017
- Epidius pallidus (Thorell, 1890)
- Epidius parvati Benjamin, 2000
- Epidius rubropictus Simon, 1909
- Epidius typicus (Bösenberg & Strand, 1906)

#### Anteriormente incluidos
- Epidius bipunctatus (Thorell, 1891) (Transferido a Mastira)
- Epidius brevipalpus Simon, 1903 (Transferido a Pharta)
- Epidius gongi (Song & Kim, 1992) (Transferido a Epidius)
- Epidius kalawitanus (Barrion & Litsinger, 1995) (Transferido a Cebrenninus)
- Epidius zhengi (Ono & Song, 1986) (Transferido a Pharta)